# Karl Gatzen
Karl Gatzen (* 6. Juli 1921 in Kirchherten; † 15. August 1975 in der Nähe von Erkelenz) war ein deutscher Kommunalpolitiker und Bundestagsabgeordneter der CDU.

## Leben und Beruf
Gatzen wurde als Sohn des und Enkel eines Landwirts in Kirchherten (heute Bedburg-Kirchherten) geboren. 1939 machte er Abitur an der Oberrealschule in Bedburg. Von April bis November 1939 leistete seinen Arbeitsdienst. 
Im Januar 1940 immatrikulierte er sich an der Universität Köln für das Studium der Philosophie, Geographie, Geologie, Geschichte und Germanistik mit dem Ziel des Staatsexamens für das höhere Lehramt. Seit Wintersemester 1941 beurlaubt, wurde er 1942 Soldat. Nach kurzer amerikanischer Kriegsgefangenschaft konnte Gatzen 1945 sein Studium fortsetzen. Im Oktober 1946 aus der Matrikel wegen Nicht-Rückmeldung gestrichen, studierte er im Wintersemester 1946/47 nur noch als Gasthörer. 
Danach war er als selbständiger Versicherungsvertreter tätig. Er kam am 15. August 1975 durch einen Motorradunfall bei Erkelenz ums Leben.

## Partei
1956 wurde Gatzen in den Rat seiner Heimatgemeinde gewählt und zum Bürgermeister bestellt. Dieses Amt übte er bis 1969 aus. 1961 kam er in den Kreistag und übernahm das Amt des Vorsitzenden der CDU-Fraktion. Drei Jahre später wurde Gatzen auch zum Vorsitzenden der CDU-Kreispartei Bergheim gewählt. 

## Abgeordneter
Gatzen war Mitglied des Deutschen Bundestages von 1969 bis 1972. Er wurde im Wahlkreis Bergheim direkt gewählt.
| Personendaten    | Personendaten                  |
| ---------------- | ------------------------------ |
| NAME             | Gatzen, Karl                   |
| KURZBESCHREIBUNG | deutscher Politiker (CDU), MdB |
| GEBURTSDATUM     | 6. Juli 1921                   |
| GEBURTSORT       | Kirchherten                    |
| STERBEDATUM      | 15. August 1975                |
| STERBEORT        | bei Erkelenz                   |